# Liste des seigneurs de Termonde
Cet aricle présente la Liste des seigneurs de Termonde, souvent Tenremonde, (en néerlandais : Dendermonde), ville de l'actuelle province de Flandre-Orientale en Belgique. La terre de Termonde devient rapidement la propriété de grandes familles et finit par disparaître au sein des vastes domaines détenus par les comtes de Flandre puis leurs successeurs les ducs de Bourgogne.

## Histoire
Termonde est une ville néerlandophone de Belgique, chef-lieu d'arrondissement situé dans la province de Flandre-Orientale en Région flamande. Le nom a souvent été transformé au cours du temps : Termonde, Teneræmonda, Teneromonte, Tenremonde, Tenremuade.
La seigneurie de Termonde est à l'origine un alleu acquis par une famille gantoise qui exerçait l'avouerie de l'abbaye Saint-Bavon de Gand. Elle se situe sur la rive droite de la Dendre, et releve du diocèse de Cambrai, doyenné de Bruxelles. Puis elle s'étend sur des localités dépendant du doyenné d'Alost. Elle gagne ensuite le diocèse de Tournai, dans les doyennés de Gand et de Waes. Dans ce dernier cas, l'extension est liée à la concession par le comte de Flandre de terres relevant de son autorité.
La première trace de la seigneurie de Termonde date du XIe siècle. Une légende prétend relier Termonde à la Chanson des quatre fils Aymon et au Cheval Bayard, chanson de geste du cycle de Charlemagne, mais il ne s'agit que d'une légende. Néanmoins, il demeure à Termonde une procession rituelle, ayant lieu tous les dix ans, autour du cheval géant Ros Beiaard.
Au début du XIIIe siècle, par mariage, un membre de la maison de Béthune devient seigneur de Termonde
En 1246, à la suite d'une nouvelle alliance, la seigneurie de Termonde échoit au comte de Flandres Gui de Dampierre. Au fil des héritages, la seigneurie échappe aux comtes de Flandre avant de leur revenir un siècle plus tard et de rester définitivement dans leurs mains.

## Seigneurs issus des seigneurs de Gand
Des versions différentes de l'ordre de succession des titulaires de la seigneurie de Termonde existent jusqu'à Mathilde de Termonde (1185-1224),.
- Reingot Ier de Gand est le premier nommé[10]. Il apparait dans des chartes des années 1046 à 1066[11]. Il semble qu'il s'agisse de Reingot, fils de Lambert, châtelain de Gand. Ce Reingot est le père du premier seigneur de Termonde confirmé[12].

- Reingot II de Gand, seigneur de Termonde, dit Le Chauve, fils de Reingot Ier, est également parfois appelé Rangot ou Rémy. Il obtient l'avouerie de l'abbaye Saint-Bavon de Gand. De ce fait, ses successeurs se diront avoué de Tenremonde, de même que les seigneurs de Béthune qui étaient avoués de l'abbaye Saint-Vaast d'Arras, ajoutèrent le titre d'avoué à leur seigneurie[11]. Reingot II souscrit avec Baudouin II de Gand, seigneur d'Alost, à des lettres de Raoul, chambrier (chambellan) de Flandre, datant de 1095. Il a épousé une dame nommée Adelwide qui lui apporte la terre de Termonde. Reingot et sa femme fondent[13] ou dotent l'église collégiale de Termonde, ils y instituent six chanoines. Il meurt le 3 octobre 1106[3] ou le 15 octobre 1106[11], voire en 1108[13]. Adelwide devenue veuve, prie Odon de Tournai, évêque de Cambrai, d'affranchir les chanoines de Termonde de toutes obligations séculières par lettres passées en 1108. Elle meurt en 1110[13]. Le couple n'aurait pas eu d'héritier.Les deux époux sont inhumés dans l'église de Termonde[14].
- Daniel de Termonde hérite de la seigneurie de Tenremonde[15]. Il est un proche parent d'Adelwide[14]. Il est également avoué de l'abbaye Saint-Bavon[16]. Il aurait participé à la première croisade au côté du comte de Flandre Robert II de Flandre[17]. En 1122, Charles le Bon, comte de Flandre, étant dans son château de Bruges, règle quelques différends entre Wlueric, abbé de Saint-Bavon et Daniel à propos des droits des avoués de l'abbaye. Daniel souscrit également sous le nom de Daniel de Termonde aux lettres du comte Charles à propos de l'abbaye de Loo en 1123. Après l'assassinat du comte de Flandre Charles en 1127, Daniel aide généreusement à venger sa mort[16]. Il est d'abord partisan de Guillaume Cliton, dans la compétition de Guillaume avec Thierry d'Alsace pour récupérer le comté de Flandre[18]. Il souscrit une charte d'avril 1127 reconnaissant les coutumes et franchises de la ville de Saint-Omer, accordée par Guillaume, installé comte de Flandre par le roi Louis le Gros[19]. Néanmoins, il va soutenir les prétentions de Thierry d'Alsace[18] dès 1128[20] et lui rend hommage. En 1130 et 1133, il signe une charte émise par Thierry[19]. Le nom de la femme de Daniel de Termonde n'est pas connu mais il en eut plusieurs enfants dont Gautier Ier qui lui succède[21].
- Gautier Ier de Termonde, fils de Daniel, devient à son tour seigneur de Termonde et avoué de Saint-Bavon[10]. Il se nomme Gautier avoué de Tenremonde dans une charte de 1151, dans laquelle, avec le consentement de ses frères, il amortit un alleu situé à Cartelo au bénéfice de l'abbaye d'Afflighem[22]. Cette même année 1151, il aplanit avec Laurette, dame d'Alost, veuve d'Yvain de Gand, (et fille de Thierry d'Alsace) des différends entre l'abbaye d'Afflighem et Bernier de Morsele[22]. Son épouse n'est pas connue. Il en eut trois enfants : Gautier II, Daniel et Thierry[22]. Thierry participe au siège de Constantinople en 1204, est connétable du comte de Flandre Baudouin VI de Hainaut devenu empereur de Constantinople[22].
- Gautier II de Tenremonde succède à son père Gautier Ier dans la possession de la seigneurie de Termonde et en tant qu'avoué de l'abbaye de Saint-Bavon. Il confirme à l'église d'Affleghem quelques donations faites par son père. Il se qualifie dans ses lettres de « prince et seigneur de Tenremonde ». Il épouse Adelize, dame de Buysscheure[23],[24], laquelle devenue veuve, épouse Gérard II, seigneur de Grimberghen. Elle concède aux religieux de l'abbaye Saint-Pierre de Gand l'exemption de tous péages sur les terres composant son douaire. Son fils Bertoul, né d'un autre mariage consent à cette donation[25]. Adelize va de nouveau confirmer cette faveur dans une charte de l'an 1210[26] Gautier II a eu deux filles, Mahaut ou Mathilde, future dame de Termonde et de Béthune, avouée de Saint-Bavon et d'Arras[26] et Marguerite restée sans alliance[26].

## Maison de Béthune
- Mathilde ou Mahaut de Termonde (1185-1224), fille de Gautier II, héritière de Termonde, Lokeren, Meulebeke et de l'avouerie de Saint-Bavon, épouse Guillaume II, seigneur de Béthune, avoué de l'abbaye Saint-Vaast d'Arras, fils de Robert V, dit Le Roux, (Maison de Béthune)[27], mort en 1213[28]. En 1193, les deux époux octroient à l'église Saint-Pierre de Gand, l'exemption de tous péages sur leur terre de Tenremonde. L'année suivante, Guillaume passe une charte, approuvée par son épouse et cinq de leurs enfants, assignant sur une de ses possessions de Warneton, une rente annuelle d'un marc d'argent accordée autrefois par Gautier de Tenremonde  à l'abbatiale Saint-Yved de Braine. Entre 1197 et 1203, Guillaume et Mahaut assignent divers dons à l'abbaye de Clairmarais, à l'abbaye Saint-Bertin de Saint-Omer, à l'abbaye des Dunes[29]. Guillaume meurt peu de temps après. Mahaut devenue veuve est retrouvée dans différents actes où elle s'oppose à Siger II châtelain de Gand au sujet de leurs droits respectifs en l'avouerie de Saint-Bavon. Les deux désignent des arbitres pour trancher leur différend vers 1206 ou 1216[30]. En 1221, Mahaut passe un accord avec Jeanne de Constantinople ou Jeanne de Flandre, comtesse de Flandre au sujet de l'attitude à tenir vis à vis de leurs serfs respectifs sur les terres d'Alost et Tenremonde[30]. Un des derniers actes de Mathilde consiste à montrer sa piété en créant une abbaye de religieuses de l'ordre de Citeaux en l'église de Saint-Gilles de Tenremonde, où est établie en tant que première abbesse une dénommée Hedwide. Mahaut meurt la même année que cette fondation qui intervient fin 1223 ou début 1224[30]. Après son décès, sa sœur Marguerite demoiselle de Termonde, transfère l'abbaye dans un lieu dénommé Zwyveque près de Tenremonde avec l'accord de Godefroid de Fontaines évêque de Cambrai, son cousin, en l'an 1127[31]. Guillaume et Mathilde ont eu plusieurs enfants  dont leur fils Robert seigneur de Termonde.
- Robert VII de Béthune, fils de Guillaume II de Béthune, est seigneur de Tenremonde selon des chartes passées en 1224 et 1226. Puis il succède à son frère aîné en la seigneurie de Béthune et en l'avouerie d'Arras. Il prend pour femme Élisabeth de Morialmé. Il a remis en apanage à son frère Guillaume Lokeren et Meulebeke[28]. Il accorde une charte communale ou keure à Termonde  en 1233[32]. Il meurt en 1248[27].La fille aînée du couple est l'héritière des biens.

## Comtes de Flandre
- Mahaut de Béthune, ou Mathilde, fille aînée de Robert VII, dame de Béthune et de Tenremonde, épouse en 1246 le comte de Flandre Gui de Dampierre[27] et lui apporte l'héritage des seigneuries de Béthune, Termonde, Richebourg, Warneton et l'avouerie d'Arras[33]. Elle a une sœur prénommée Élisabeth de Béthune-Termonde qui reçoit une partie de l'héritage[27]. Elle meurt le 8 novembre 1264[34].
- Gui de Dampierre lègue la terre de Termonde à son fils Robert de Béthune, futur comte de Flandre Robert III, en 1265[35]. À son avènement au comté de Flandre, en 1305, Robert III laisse la seigneurie de Termonde avec Richebourg à son frère Guillaume Ier de Termonde (1248-1311[27]).
- Guillaume Ier de Termonde, seigneur de Termonde, Crèvecœur, Arleux, de la châtellenie de Cambrai[36] et de Richebourg épouse Alix de Clermont-Nesle, fille de Raoul II de Clermont-Nesle, connétable de France et d'Alix de Dreux-Beu[34]. Guillaume considère par la suite ne pas avoir à rendre hommage à son frère le comte de Flandre pour sa terre de Termonde au motif que celle-ci était un alleu, donc dispensé de cet hommage comme l'aurait été un fief[27].
- Guillaume II de Termonde (1290-1320), dit de Nesle, fils de Guillaume Ier, devient seigneur de Termonde à la mort de son père. Il reconnait que la seigneurie dépend du comte de Flandres. Il meurt sans postérité avant 1321.
- Jean (1295-2 mai 1325), frère de Guillaume II, héritier de Termonde, seigneur de Termonde, Crèvecœur, Nesle, Mondoubleau, Saint-Calais, vicomte de Châteaudun, est tué en 1325, lors de l'incendie de Courtrai. Il a épousé Béatrice, fille de Jacques Ier de Châtillon[34].
- Marie, fille de Jean épouse Enguerrand d'Amboise, qui devient seigneur de Termonde[37]. Sur la demande du roi de France Philippe VI, ils rétrocèdent Termonde à Louis de Male (1330-1384), comte de Flandre, époux de Marguerite de Brabant (1323-1380). Le 3 juillet 1355, Louis de Male s'en déclare maître absolu, sans intermédiaire[28].
- Marguerite III de Flandre (1350-1405,) fille de Louis de Male, conserve Termonde qu'elle apporte à son époux le duc de Bourgogne Philippe II de Bourgogne[28].
- Les ducs de Bourgogne puis leurs successeurs possesseurs du comté de Flandre gardent Termonde jusqu'à 1480 au moins[28].